# Linia kolejowa Mâcon – Ambérieu
Linia kolejowa Mâcon – Ambérieu – francuska linia kolejowa o długości 68 km, łącząca Mâcon w regionie Burgundia-Franche-Comté z Ambérieu-en-Bugey w regionie Owernia-Rodan-Alpy. Głównym ośrodkiem, przez które przechodzi linia jest Bourg-en-Bresse. Została wybudowana w latach 1856-1857. Stanowi część trasy z Paryża do Genewy.